# Priscilianism
Priscillianismul este doctrina creștină care a fost predicată de Prisciliano de Avila în secolul al IV-lea, bazată pe idealurile de austeritate și sărăcie. El a fost condamnat pentru erezie la Consiliul de Braga în 563. Despre mișcare s-a discutat și anterior la Primul Conciliu de la Toledo, în 400.
Priscilianismul poartă numele fondatorului ei Prisciliano de Avila, care a organizat grupuri de studii biblice și de viață spirituală profundă, accentuată, împreună cu nevoia de cunoaștere a puterii Cuvântului scris. Au fost invitate și femeile la aceste întruniri pentru exercitarea darurilor lor. Chiar și episcopi și clerici au aderat la mișcarea lor, iar cronicile vremii spun că din 12 episcopi 11 erau prisciliani. Prisciliano a fost hirotonisit episcop de Ávila în ciuda controverselor. El moare decapitat în 385, împreună cu șase adepți ai lui, din ordinul împăratului uzurpator Magnus Maximus, nu din pricina ereziilor sale, ci din pricina mișcării total greșite de a atenta la viața episcopului Ambrozie. Astfel este idolatrizat ca martir.
Mesajul credinței lui Prisciloano este un apel puternic pentru o viață de pietate personală și ascetism (vegetarianism) sobru și celibat. Sclavia și diferențele sexuale sunt eliminate în Hristos. Adepții lui sunt chemați pentru o luptă împotriva diavolului și a răutății, și pentru o cunoaștere aprofundată a tainelor lui Dumnezeu. Ei mai susțineau că Tatăl și Fiul sunt aceeași persoană și reprezintă mintea și cuvântul.

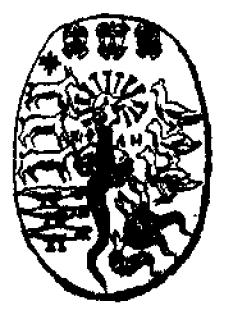
Pietre de Abraxas cu simboluri priscilliane, cum ar fi cocoşei. Se referă la influenţa gnostică asupra acestei mişcării.

Priscilianismul este o școală de inspirație Gnostică, precursoare a mișcării monahale din secolul 4. Preoții lor se numeau Maeștri sau Medici, oficiau slujbe noaptea pe terenuri virane din afara orașelor, păduri sau peșteri, prin dansuri și muzică, ca parte a liturghiei. Au înlocuit pâinea și vinul cu lapte și struguri, purtau păr lung, locuiau în chilii, umblau desculți și se retrăgeau în munți. Cereau preoțimii de atunci să trăiască în smerenie, umilință și sărăcie, fiind astfel aproape de marea masă de săraci.